# Піщаць-Кольонія
Піщаць-Кольонія (пол. Piszczac-Kolonia) — село в Польщі, у гміні Піщаць Більського повіту Люблінського воєводства.
У 1975-1998 роках село належало до Білопідляського воєводства.